# Clement Smoot
Clement Eyer Smoot (Highland Park, 7 aprile 1884 – Highland Park, 19 gennaio 1963) è stato un golfista statunitense.

## Carriera
Smoot partecipò ai Giochi olimpici di Saint Louis 1904, dove vinse una medaglia d'oro nel torneo a squadre. Nella stessa Olimpiade, prese parte al torneo individuale, in cui fu sconfitto ai sedicesimi di finale da Art Stickney.

## Palmarès
In carriera ha conseguito i seguenti risultati:
- Giochi olimpici

St. Louis 1904: una medaglia d'oro nel torneo a squadre.